# McLaren MP4-29
La McLaren MP4-29 è un'automobile monoposto sportiva di Formula 1, costruita dalla casa automobilistica McLaren per partecipare al Campionato mondiale di Formula 1 2014.
La vettura è stata presentata il 24 gennaio 2014, tramite il sito internet della scuderia.
È stata preparata anche una vettura, la McLaren MP4-29H, per provare il motore Honda che la scuderia inglese utilizza dalla stagione successiva.

## Livrea e sponsor
La vettura è priva del marchio Vodafone, presente sulle vetture di Woking dal campionato 2007. Per questo motivo, alla presentazione, appare tutta di colore grigio cromato, con le scritte MP4-29, presenti sulle fiancate e sull'alettone posteriore. Questa livrea viene utilizzata per tutta la durata delle prove collettive pre-stagione. Per il Gran Premio d'Australia, invece, la colorazione nera, arricchisce le fiancate della monoposto. Al posto della scritta MP4-29, compare il logo della Mobil. Questa livrea grigio-nera è dedicata dalla McLaren, proprio per celebrare i 20 anni di collaborazione con il colosso di lubrificanti.

## Piloti
| Piloti ufficiali       | Piloti ufficiali  | Piloti ufficiali  |
| Nazione                | Nome              | Numero            |
| ---------------------- | ----------------- | ----------------- |
| Regno Unito (bandiera) | Jenson Button     | 22                |
| Danimarca (bandiera)   | Kevin Magnussen   | 20                |
| Collaudatori           |                   |                   |
| Nazione                | Nome              | Nome              |
| Belgio (bandiera)      | Stoffel Vandoorne | Stoffel Vandoorne |

## Stagione
Il campionato si aprì positivamente per la scuderia di Woking: nell'inaugurale Gran Premio d'Australia le vetture si dimostrarono competitive e il debuttante Kevin Magnussen tagliò il traguardo in terza posizione davanti al compagno di squadra Jenson Button. In seguito alla squalifica del secondo classificato Daniel Ricciardo la McLaren colse un doppio arrivo a podio, con il danese classificato al secondo posto e il britannico al terzo.
Nelle gare successive, però, la MP4-29 non fu in grado di ripetere le prestazioni viste in Australia. Ad un doppio piazzamento nei punti in Malesia seguirono tre gare consecutive fuori dai primi dieci, che fecero scendere la scuderia al sesto posto nel mondiale costruttori. A partire dal Gran Premio di Monaco la situazione tornò a migliorare e la scuderia marcò punti in tutte le gare in programma, con quattro quarti posti conquistati da Button come migliori risultati. Questi piazzamenti permisero alla McLaren di sopravanzare la Force India nella classifica costruttori, portandosi al quinto posto finale.

## Risultati F1
| Anno | Team             | Motore                 | Gomme | Piloti    |   |   |     |    |    |    |   |    |   |   |    |    |    |     |    |   |    |   |    | Punti | Pos. |
| ---- | ---------------- | ---------------------- | ----- | --------- | - | - | --- | -- | -- | -- | - | -- | - | - | -- | -- | -- | --- | -- | - | -- | - | -- | ----- | ---- |
| 2014 | McLaren Mercedes | Mercedes PU106A Hybrid | P     | Magnussen | 2 | 9 | Rit | 13 | 12 | 10 | 9 | 7  | 7 | 9 | 12 | 12 | 10 | 10  | 14 | 5 | 8  | 9 | 11 | 181   | 5º   |
| 2014 | McLaren Mercedes | Mercedes PU106A Hybrid | P     | Button    | 3 | 6 | 17  | 11 | 11 | 6  | 4 | 11 | 4 | 8 | 10 | 6  | 8  | Rit | 5  | 4 | 12 | 4 | 5  | 181   | 5º   |

## MP4-29H
A stagione in corso, fu realizzata una versione della MP4-29, su cui veniva montato, per la prima volta dopo il 1992, un propulsore Honda, rinominata McLaren MP4-29H (H, appunto, per l'arrivo della Honda come propulsione).
Questa vettura partecipò ad una sessione di prove private sul circuito di Silverstone e alla 2 giorni di prove collettive post-stagionali sul circuito di Abu Dhabi dove, però, percorse pochi chilometri in entrambi i giorni a causa di problemi tecnici dovuti alla mancanza di chilometri del nuovo propulsore giapponese.